# هاچیروگاتا، آکیتا
هاچیروگاتا، آکیتا (به لاتین: Hachirōgata, Akita) یک منطقهٔ مسکونی در ژاپن است که در استان آکیتا واقع شده‌است. هاچیروگاتا ۱۷٫۰۰ کیلومترمربع مساحت و ۶٬۲۸۷ نفر جمعیت دارد.